# Topos (философско-культурологический журнал)
Topos  — литовский философско-культурологический журнал. Издаётся с января 2000 года Центром исследований интерсубъективности и межличностной коммуникации Европейского гуманитарного университета (Вильнюс). Выходит в печатном и электронном форматах с периодичностью два номера в год. Индексируется в международных базах данных The Philosopher’s Index и EBSCO-CEEAS (Central & Eastern European Academic Source). Главный редактор — Татьяна Щитцова. 
Журнал Topos является некоммерческим изданием и находится в открытом доступе. Редакция журнала принимает к рассмотрению материалы на русском, белорусском и английском языках; в особо оговорённых случаях может допускаться публикация на других языках региона. Плата за процесс рассмотрения материалов и за подачу материалов не взимается.

## Цели и тематика
Журнал Topos публикует оригинальные исследования и переводы в области философии (включая историю философии), а также в философски нагруженных областях социогуманитарного знания — таких, как теория культуры и культурные исследования, визуальные исследования и теория медиа, теория литературы и религиозные исследования, социальная теория и политическая теория, постколониальные исследования и гендерные исследования и др. Журнал представляет континентальную философскую традицию (включая её интерпретацию и развитие за географическими рамками континентальной Европы) и нацелен на выявление актуальности предложенного в её рамках аналитического и концептуального инструментария для понимания реалий современного мира. Журнал придерживается принципа методологического плюрализма и нацелен на развитие и демонстрацию эвристичности ключевых способов теоретизирования в современной философии: феноменологии и герменевтики, постструктурализма и семиотического анализа, социальной критики и психоанализа и др.
Важным элементом издательской политики журнала Topos является мультидисциплинарная открытость, позволяющая делать видимой связь философского анализа с исследовательскими траекториями в других социогуманитраных науках, а также использовать и усиливать эту связь для более продуктивного осмысления актуальных проблем современности. В тематическом отношении журнал отличается широким диапазоном и в равной мере заинтересован как в методологических, так и в предметных исследованиях, посвященных различным сферам и аспектам человеческого/социального опыта. При этом акцент делается на материалах и выпусках, в которых универсалистский потенциал философских теорий обретает убедительность посредством локально ориентированных/фундированных интерпретаций.